# Ради Иванов
Ради Иванов е български националреволюционер.

## Биография
Ради Иванов е роден на 21 ноември 1848 г. в град Русе. Завършва Русенското класно училище. Увлеченията му са театърът, езиците, певческото изкуство и просветната дейност.
Участва в дейността на Русенското читалище „Зора“ основано от Драган Цанков през 1866 г. Тук заедно с Никола Обретенов и Ангел Кънчев през 1871 г. създава Русенския частен революционен комитет на ВРО (1871). Девет месеца е секретар на комитета. През това време утвърждава Устава на организацията, въвежда нелегалните имена и разширява връзките и зад река Дунав. Изключително похватен в революционната тактика. Майстор на комитетската тайна. Умее да скрива себе си и другарите си, предпазлив и рискуващ където трябва, намира широк простор за дейност и съзаклятническото дело. Особено ценен от Никола Обретенов, Иларион Драгостинов и Тома Кърджиев. Ради Иванов е масон от Русенската ложа.
През 1874 г. постъпва в източните железници на барон Хирш. Началник на гара в Харманлий, във Фере и Софлу. Тук укрива апостолите Захари Стоянов, Панайот Волов, Стефан Стамболов и други.
През май 1876 г. му е издадена задочно смъртна присъда. Предупреден от брат си, успява да избяга с обикновена дрезина в Одрин, а оттам в Цариград. Спечелил съчувствието на един френски капитан и не след дълго се отзовава в Марсилия.
След сключването на примирието на 19 февруари 1878 г. отива във Фере, където още като началник на станцията, се запознава със сестрата на банмайстера Берта Брукар от кантон Аргау в немска Швейцария. През 1878 г. се венчават в Цариград, след което се установяват да живеят в Русе в къщата на известната баба Тонка Обретенова.
След Освобождението работи в системата на пощите и телеграфите, като от 1884 г. е назначен за Главен директор на пощите и телеграфите в България.
Отличен организатор и администратор. Поставя основните положения в управлението на пощите и телеграфите в България. Съставя първото ръководство за боравене с морзовия апарат на български език (превод от френски). Лансира идеята за пощенска спестовна каса. Владее отлично френски, а също немски, английски, турски и отчасти гръцки и руски език.
През 1885 г., като Главен директор на пощите и телеграфите, взема участие като делегат от България на Международния конгрес на пощите и телеграфите в Лисабон. Речите произнесени на френски език, са оставят дълбоко впечатление и много от предложенията му са възприети. През лятото на същата година участва в Международната телеграфна конференция в Берлин.
През 1893 г. напуска държавната служба. Избран от общото събрание на акционерите за директор на новооснованото Българско търговско параходно дружество във Варна. Като такъв през 1894 г. е командирован в Лондон, където е наблюдава строителството на първите български параходи „Борис“ и „България“. В края на 1898 г. напуска параходното дружество и се връща в София.
По времето, когато е директор на параходното дружество във Варна, връзките му с тогавашния княз Фердинанд I и семейството му са особено силни. През това време често го придружава при посещенията му в Цариград.
За активната дейност като революционер, а по-късно и като висш държавен служител, многократно е награждаван с различни български и чужди ордени и медали.